# Makotići
Makotići su naseljeno mjesto u općini Čajniču, Republika Srpska, BiH. Nalazi zapadno od Borajnog, sjeverno od Kamena, južno od Slatine i zapadno od rječice Mrkve.
Godine 1985. spojeni su zajedno sa selima Gramusovićima, Nekosinama, Umčarima i Vidobarama u novo naselje Borajno. (Sl.list SRBiH, br.24/85).

## Stanovništvo
| Narod     | Popis 1961. | Popis 1971. | Popis 1981. |
| --------- | ----------- | ----------- | ----------- |
| Hrvati    |             |             |             |
| Muslimani | 119         | 132         | 131         |
| Srbi      | 1           |             |             |
| ostali    | 1           |             |             |
| Ukupno    | 121         | 132         | 131         |